# آنتن شاخه‌ای

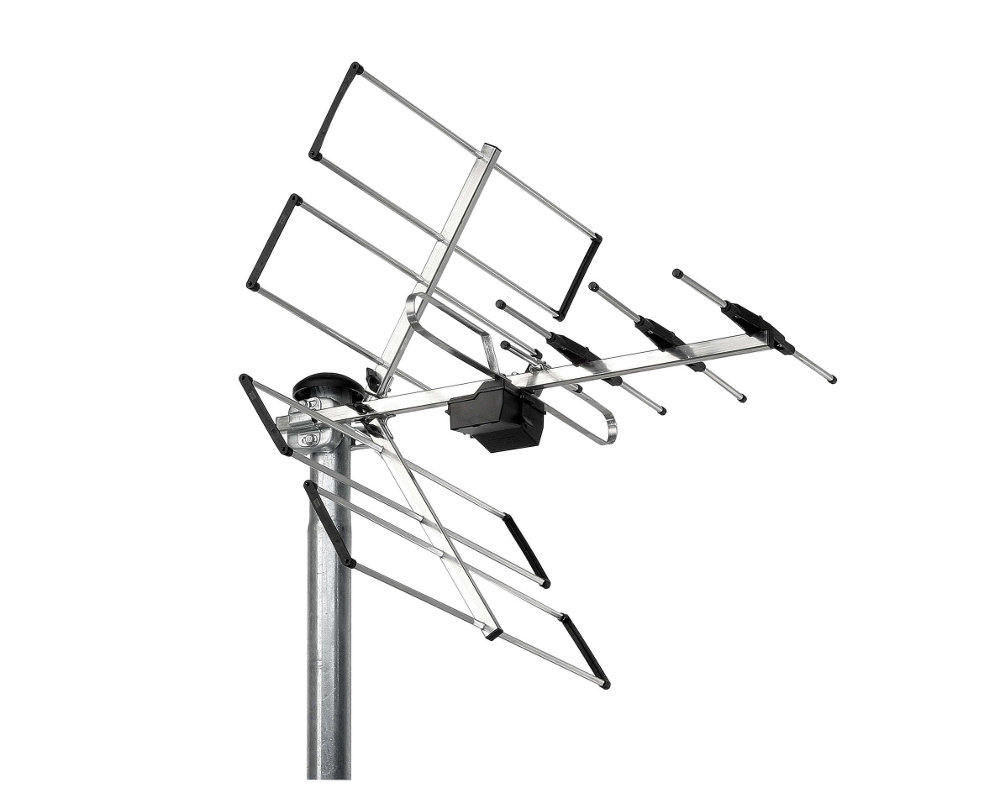
نوعی آنتن شاخه‌ای کوچک مخصوص تلویزیون

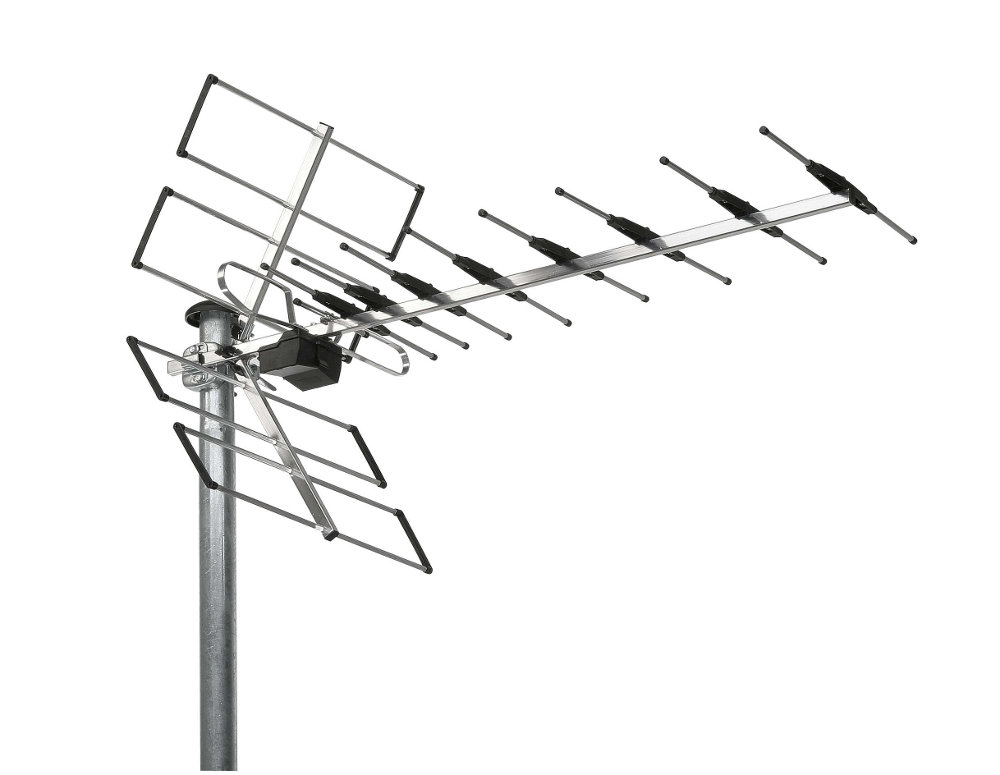
آنتن شاخه‌ای بزرگ مخصوص تلویزیون

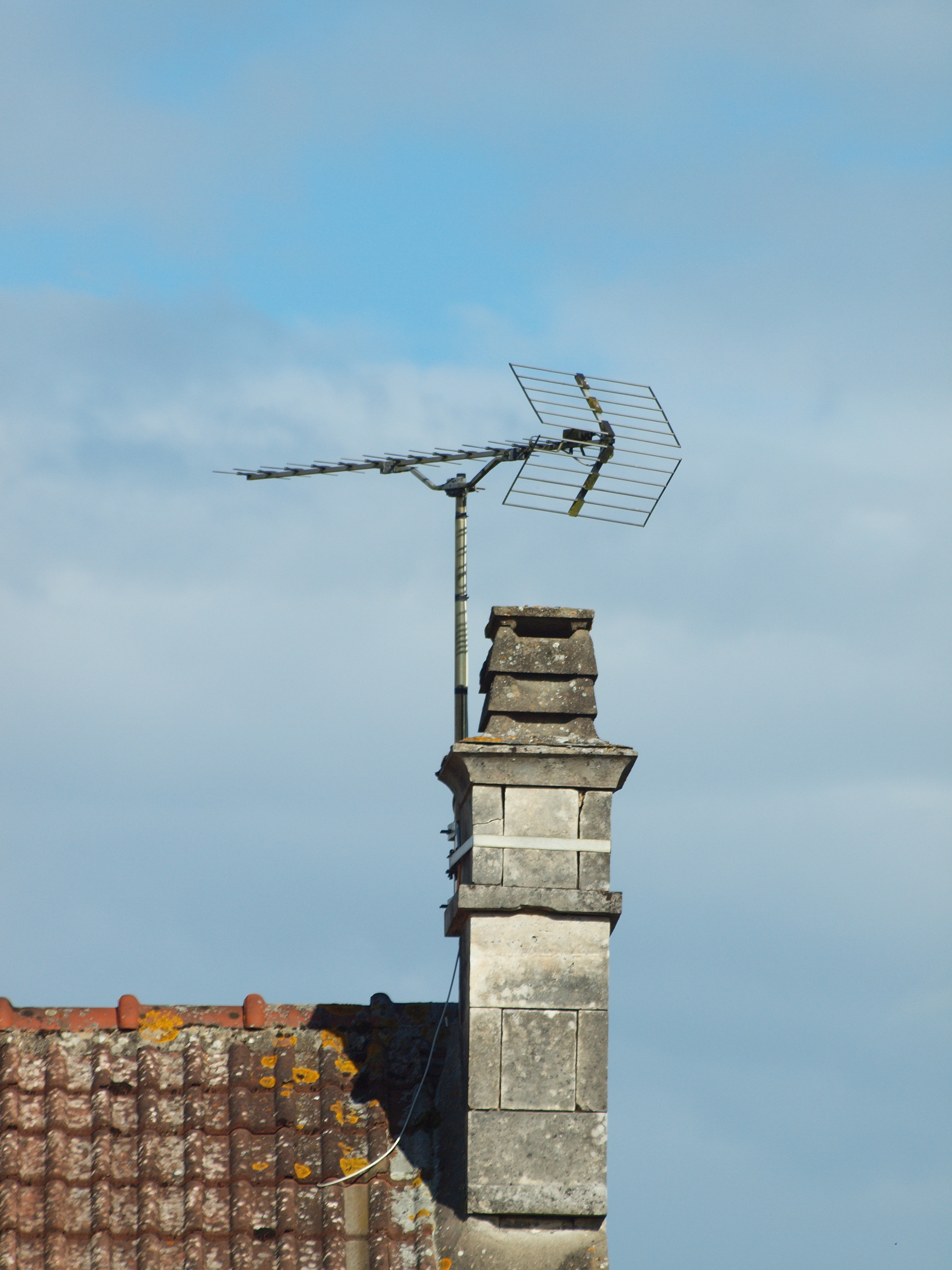
آنتن شاخه‌ای تلویزیون

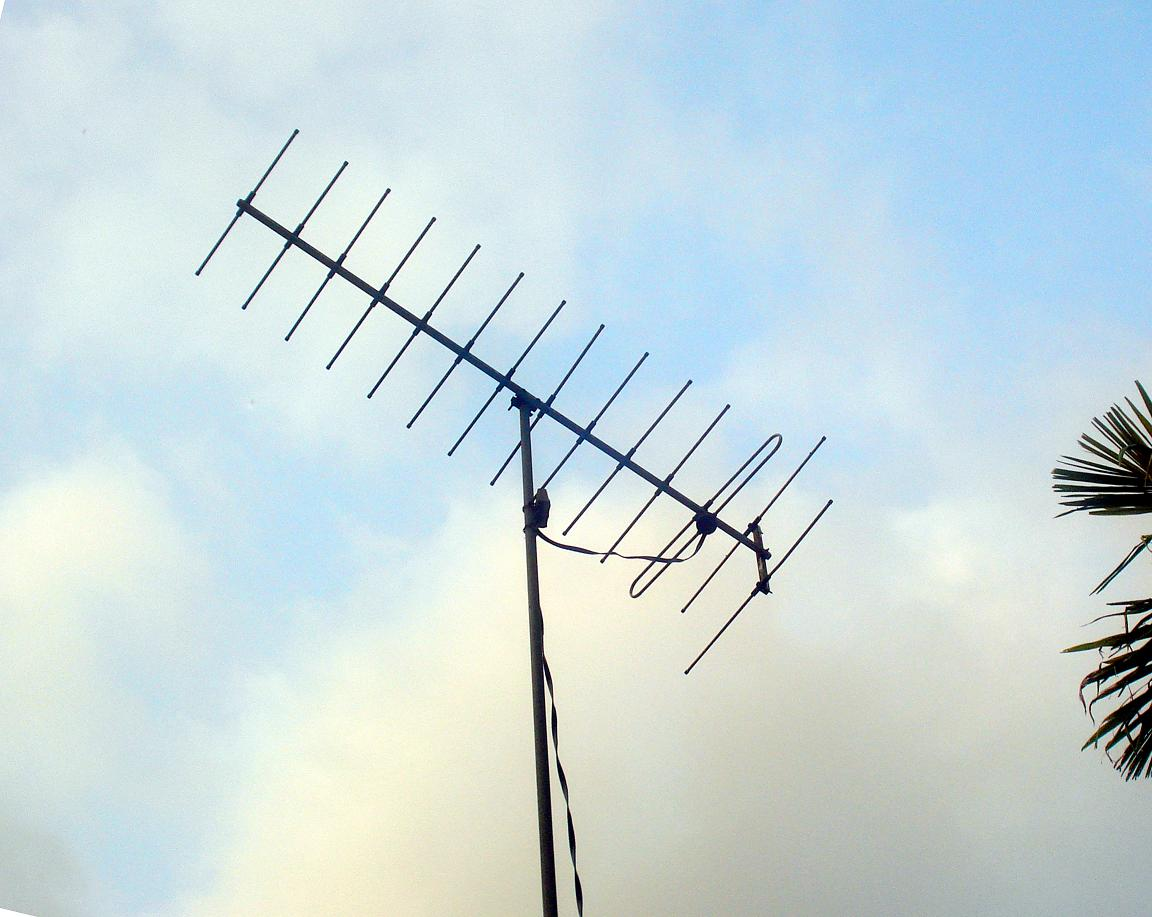
نوعی آنتن یاگی

آنتن شاخه‌ای یا آنتن جهتی یا آنتن یاگی (به انگلیسی: Yagi antenna) یا آنتن یاگی-یودا (به انگلیسی: Yagi–Uda antenna) یکی از انواع آنتن‌های مخابراتی است که برای دریافت فرکانس‌های رادیویی خاص در وسایلی مانند تلویزیون و همچنین برای دیگر گیرنده‌ها با فرکانس‌های بالا به شکل‌های مختلف به کار می‌رود. این در سال ۱۹۲۶ توسط شینتارو یودا از دانشگاه امپراتوری توهوکو، ژاپن اختراع شد، با نقش کمتری توسط راهنمای او هیدِتسوگو یاگی.

## ساختار
اغلب آنتن‌های شاخه‌ای از میله‌های سبک و فلزی رسانا و ضدزنگ و یک بُرد الکترونیکی به نام برد تطبیق امپدانس که داخل یک جعبه کوچک نصب می‌شود تشکیل شده‌اند.

## عملکرد
آنتن‌های شاخه‌ای از چند میلهٔ فلزی رسانا و سبک تشکیل شده‌اند که هر کدام از این میله‌ها در یک قسمت آنتن به صورت موازی نصب می‌شوند و هر یک وظیفهٔ جداگانه‌ای دارند. بدنهٔ اصلی آنتن یک میلهٔ باریک افقی است که دیگر اجزای آنتن به وسیلهٔ پیچ به آن متصل می‌شوند.
اصلی‌ترین عضو آنتن شاخه‌ای، بُرد الکترونیکی (برد تطبیق) است که داخل یک جعبه کوچک پلاستیکی محافظت می‌شود. به این بُرد الکترونیکی یک یا چند لوله یا ورقهٔ فلزی به نام دایپل (به انگلیسی: Dipole) برای جذب امواج متصل است. جعبهٔ الکترونیکی توسط نوعی کابل به دستگاه گیرنده متصل می‌شود؛ (در تلویزیون توسط کابل کواکسیال به گیرنده متصل می‌شود).

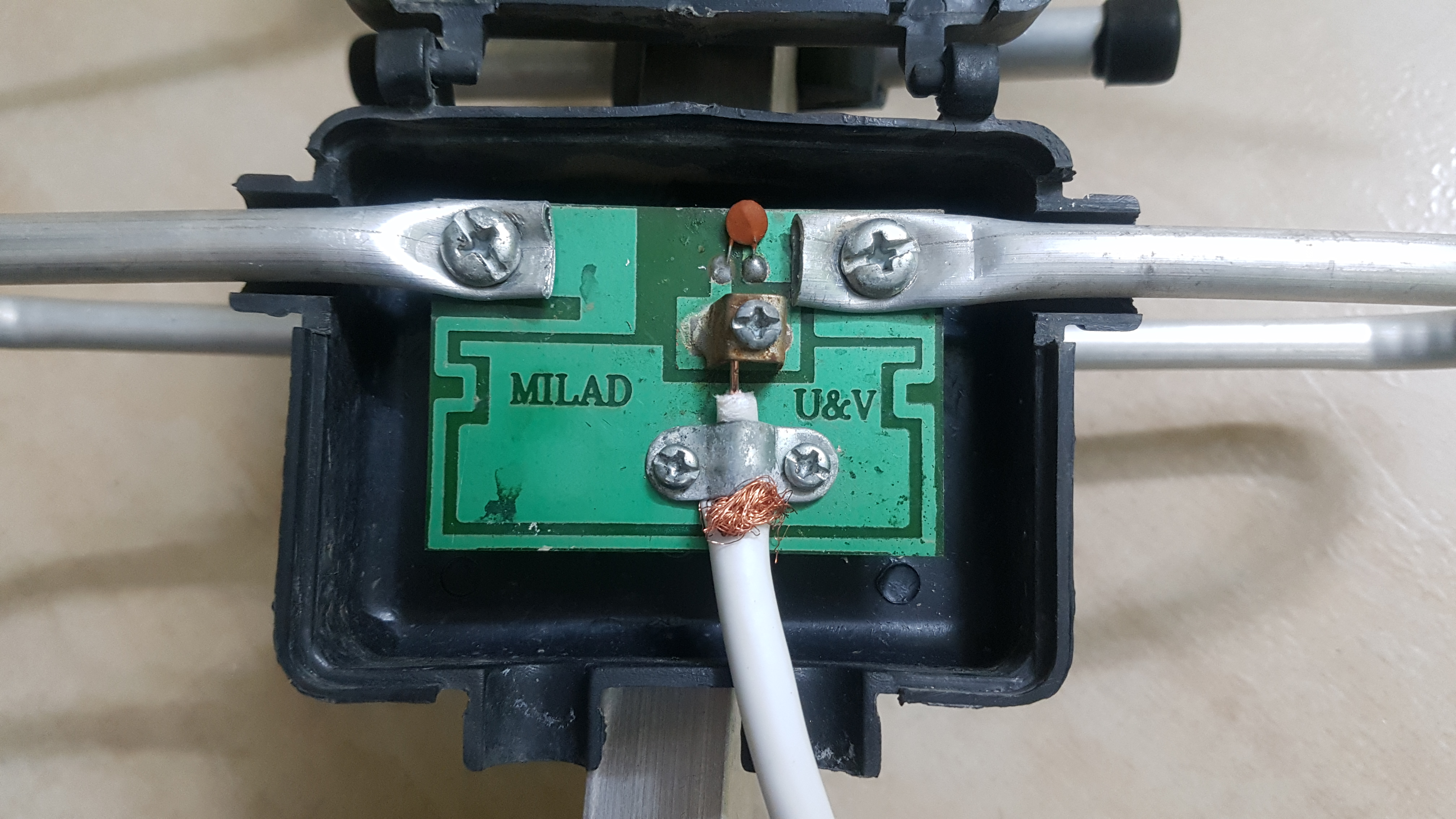
نمای داخل جعبه آنتن و بُرد الکترونیکی که میله‌های دایپل به آن متصل هستند.

در مقابل دایپل‌ها چند میلهٔ دیگر به نام دایرِکتور (به انگلیسی: Director) به صورت موازی با دایپل‌ها و با فاصلهٔ مشخص نصب شده‌اند. وظیفهٔ دایرکتور هدایت امواج به سمت دایپل‌ها است. هرچه تعداد دایرکتورها بیشتر باشد امواج بیشتری جذب خواهند شد. میله‌های دایرکتور با فاصله‌های دقیق و مشخصی نصب می‌شوند
در پشت دایپل‌ها نیز یک تا چند میلهٔ فلزی به نام رفلکتور (به انگلیسی: Reflector) با زاویه‌های مختلف قرار دارند. وظیفهٔ رفلکتورها بازگرداندن و بازتابندن امواج ردشده از آنتن بر روی دایپل‌ها است.

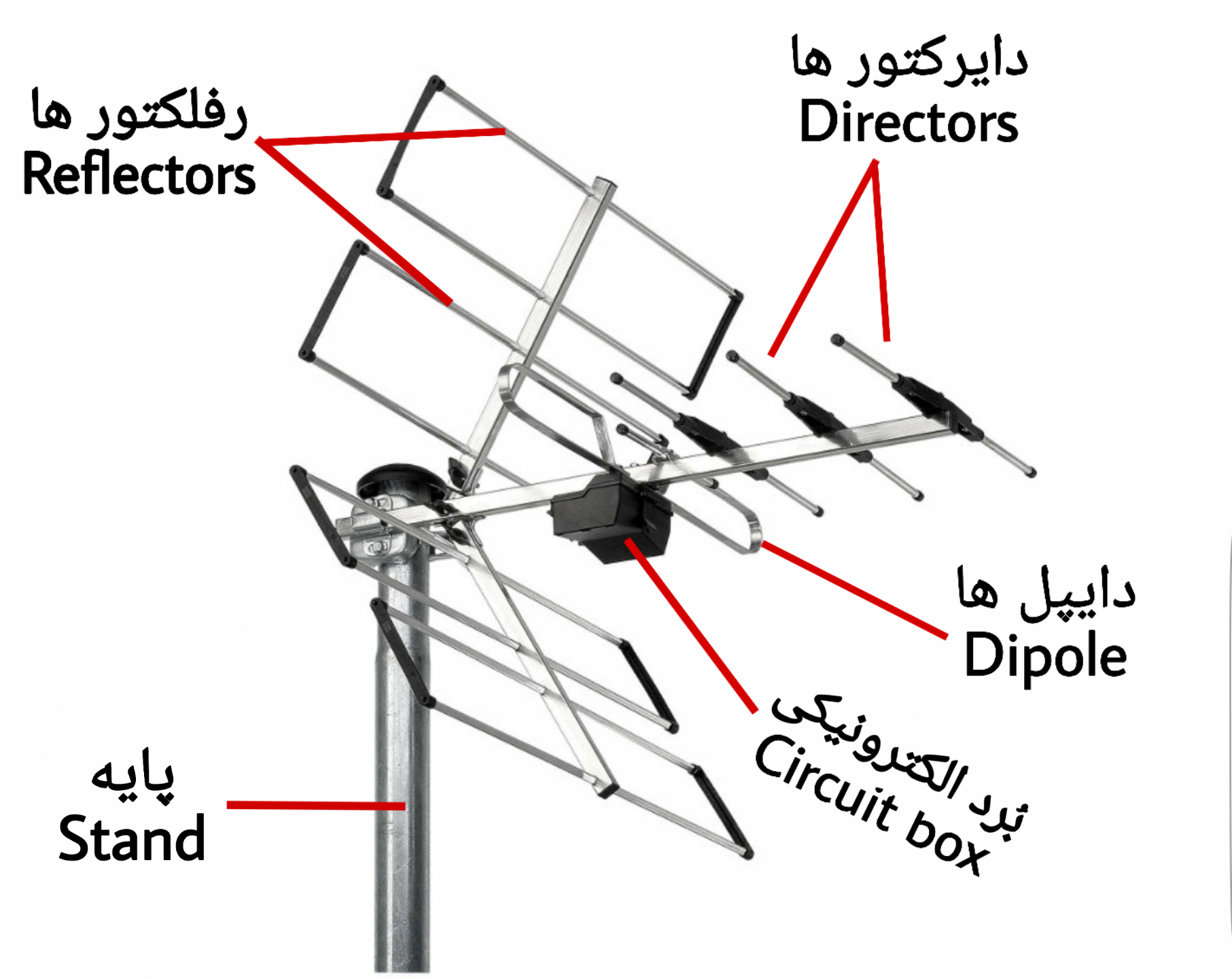
اجزای اصلی مدلی از آنتن شاخه‌ای

## کاربرد
آنتن شاخه‌ای جهت دریافت امواج الکترومغناطیسی با بسامد بالا استفاده می‌شود. کاربردهای آن دریافت اطلاعات صدا و تصویر (تلویزیونی) و در نوعی از رادار‌های نظامی برای رؤیت اجسام متحرک و به عنوان تقویت کننده‌های آنتن موبایل است.

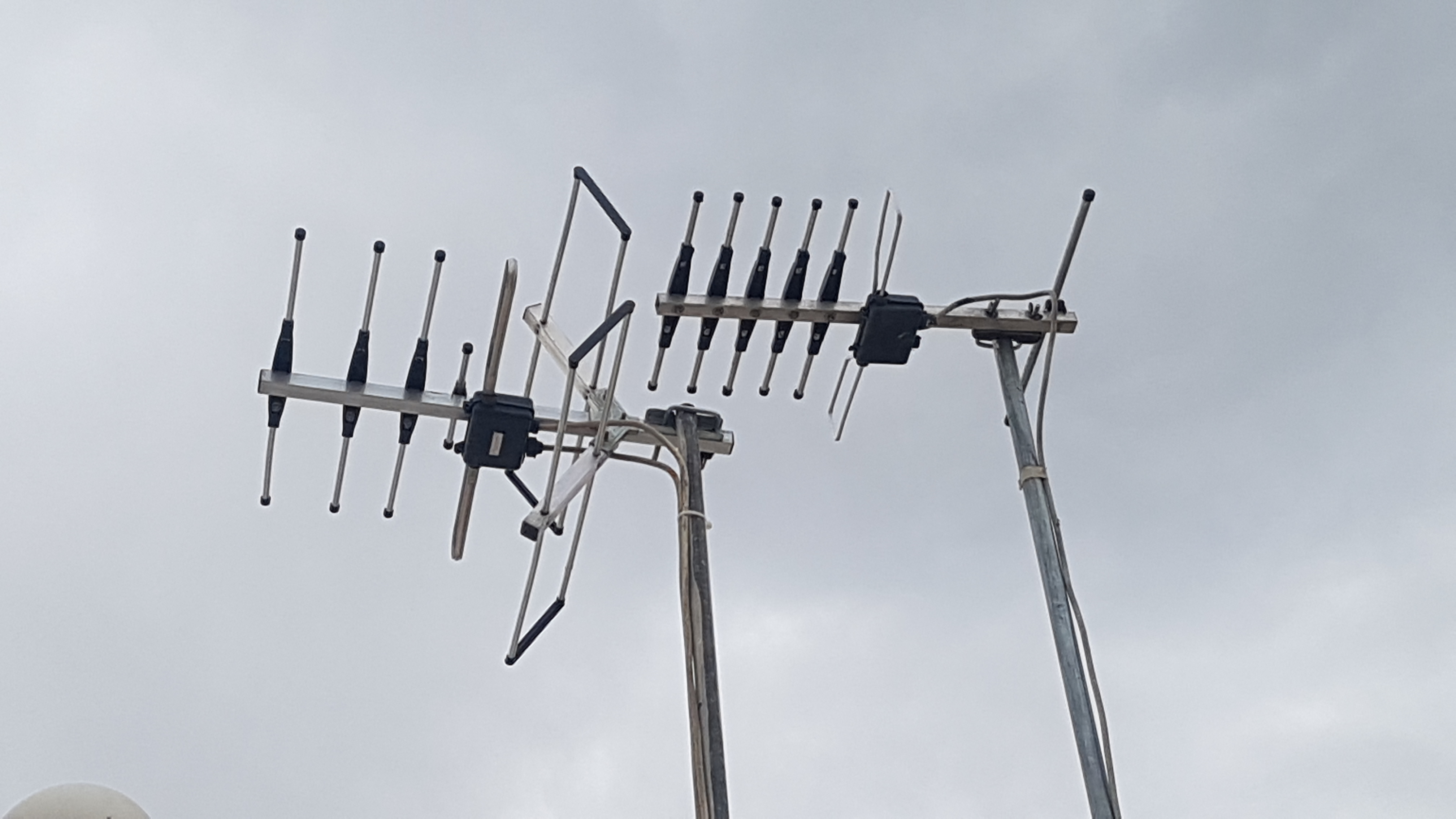
چند آنتن شاخه‌ای نصب شده در پشت‌بام یک ساختمان برای تلویزیون

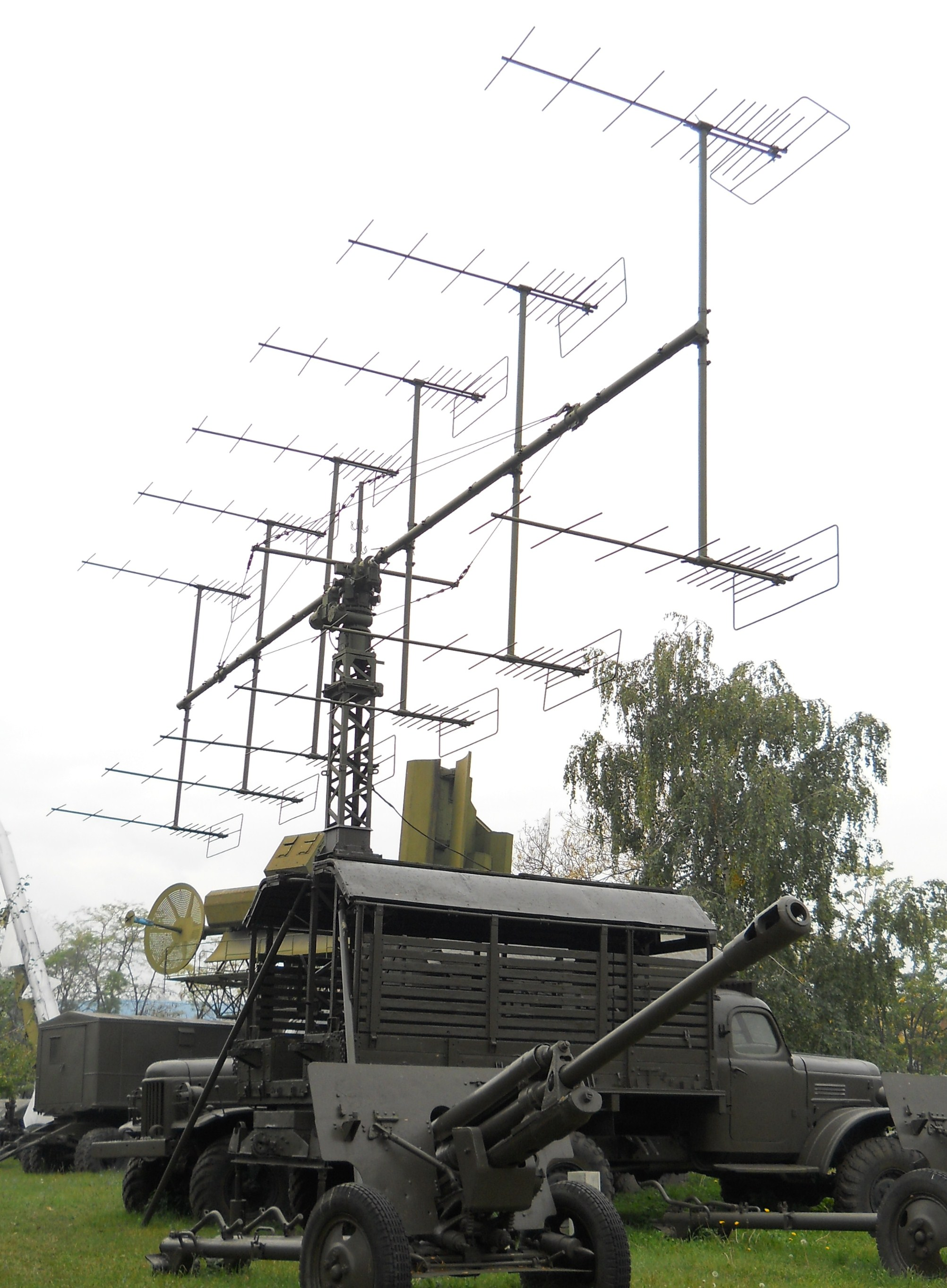
استفاده از آنتن یاگی در رادار نظامی

## نصب آنتن تلویزیون
برای نصب هر نوع آنتن هوایی تلویزیون، ابتدا آنتن در بلندترین نقطهٔ ساختمان و به دور از موانعی مانند دیوارها و ساختمان‌های بلند؛ معمولاً در پشت بام که مکان مناسب‌تری برای دریافت امواج است، به‌طور ثابت نصب می‌شود.
شکل خاص آنتن‌های یاگی باعث می‌شود که این آنتن‌ها جهت دار شوند بنابراین جهت آنتن باید به سمت فرستندهٔ شهر قرار بگیرد. مانند ایستگاه فرستنده جماران در شهر تهران که در شمال شرقی شهر تهران قرار دارد.
برای نصب هر نوع آنتن، پس از نصب آنتن و مشخص کردن کابل کواکسیال متصل به طبقه یا واحد مربوط، هر دو رشته سیم کابل کواکسیال را به خروجی آنتن وصل کرد.

## فهرست‌کتب
- Brown, Louis (1999). A radar history of World War II: technical and military imperatives. CRC Press. شابک ‎۰−۷۵۰۳−۰۶۵۹−۹
- S. Uda, "High angle radiation of short electric waves". Proceedings of the IRE, vol. 15, pp. 377–385, May 1927.
- S. Uda, "Radiotelegraphy and radiotelephony on half-meter waves". Proceedings of the IRE, vol. 18, pp. 1047–1063, June 1930.
- J. E. Brittain, Scanning the Past, Shintaro Uda and the Wave Projector, Proc. IEEE, May 1997, pp. 800–801.
- H .Yagi, Beam transmission of ultra-shortwaves, Proceedings of the IRE, vol. 16, pp. 715–740, June 1928. The URL is to a 1997 IEEE reprint of the classic article. See also Beam Transmission Of Ultra Short Waves: An Introduction To The Classic Paper By H. Yagi by D.M. Pozar, in Proceedings of the IEEE, Volume 85, Issue 11, Nov. 1997 Page(s):1857–1863.
- "Scanning the Past: A History of Electrical Engineering from the Past". Proceedings of the IEEE Vol. 81, No. 6, 1993.
- Shozo Usami and Gentei Sato, "Directive Short Wave Antenna, 1924". IEEE Milestones, IEEE History Center, IEEE, 2005.
- Toma KAWANISHI (7 April 2020). "Conceptualizing engineering as a science: Hidetsugu Yagi as a promoter of engineering research". Philosophy and History of Science Studies. Philosophy and History of Science, Kyoto University. 14 (14): 1–24. doi:10.14989/250442.
- Griffiths, Hugh (1 January 2022). "The Yagi Antenna". IEEE Aerospace and Electronic Systems Magazine. IEEE. 37 (1): 4–5. doi:10.1109/MAES.2021.3127141. Retrieved 12 December 2022.